# جهاز مغزلي

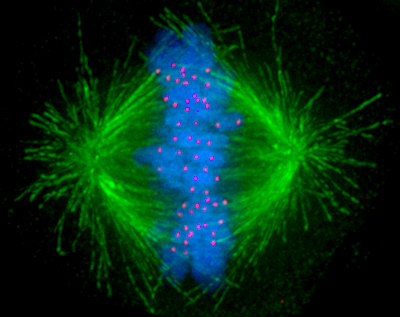
صورة مجهرية تُظهركروموسومات مكثفة باللون الأزرق، حيز حركي بااللون الزهري، والأنيبيبات الدقيقة باللون الأخضر أثناء طور الاستواء في الانقسام المتساوي

في علم الأحياء الخلوي، يشير مصطلح الجهاز المغزلي (أو مِغْزَلُ الانْقِسام التَّفَتُّلِيِّ) (بالإنجليزية: Spindle Apparatus)‏ إلى بنية الهيكل الخلوي في حقيقيات النوى التي تتشكل أثناء عملية الانقسام الخلوي لتفصل الكروماتيدات الشقيقة بين الخلايا الوليدة. بمعنى آخر، هو شبكة من الأنيبيبات الدقيقة (تُسمى أيضاً بالألياف المغزلية) والتي تتشكل أثناء انقسام الخلية سواءً المتساوي أوالمنصف.
الأنيبيبات الدقيقة (MTs) هي خيوط بروتينية تُشبه الأنابيب المجوفة، لها مهمات عديدة. تُشكل الأنيبيات الدقيقة أكبر عنصر بنيوي في الجهاز المغزلي، ومهمتها الأساسية فيه هي تحريك الكروموسومات وسحبها إلى قطبي الخلية، لتضمن بذلك حصول كل خلية وليدة على العدد الصحيح من الكروموسومات.
يُشار إلى الجهاز المغزلي باسم «مِغْزَلُ الانْقِسام التَّفَتُّلِيِّ» أثناء عملية الانقسام الفتيلي (الانقسام المتساوي) والتي ينتج عنها خليتين وليدتين متطابقتين جينياً. في المقابل، يشار إليه باسم «مِغْزَلُ الانْقِسام الانتصافي» أثناء عملية الانقسام المنصف، والتي ينتج عنها جاميت تحتوي على نصف عدد الكروموسومات في الخلية الوالدية.
بالإضافة إلى الكروموسومات، يتألف الجهاز المغزلي من مئات البروتينات. بشكل عام، يتكون الجهاز المغزلي من الأنيبيبات الدقيقة (قد تُسمى أيضاً الألياف المغزلية)، و بروتينات حركية، و كروموسومات، وفي بعض الخلايا يوجد بنية اضافية تُدعى النجم (aster).
في الخلايا النباتية، بعض الأنيبيبات الدقيقة تتصل بجدران الخلايا (النباتية)، والبعض الآخر يرتبط بكروموسومات منفردة في الحيز الحركي.
في الخلايا الحيوانية، الأنيبيبات الدقيقة (الألياف المغزلية) تنتج من عضية خلوية أسطوانية الشكل تُدعى المريكز. المريكز يُشكل النجم (aster) والنجم، بدوره، يُشكل الألياف المغزلية أثناء دورة الخلية.
أهمية المغزل تكمن في أنه يسحب الكروموسومات من الصَّفيحَةُ الكُرْدُوسِيَّة (الصَّفيحَةُ الاسْتِوائِيَّة) إلى قطبي الخلية. النقطتين التي تقترب عندها الألياف المغزلية تُسمى الجسيم المركزي.
الألياف المغزلية وحركة الخلية هي نتيجة التفاعلات بين الأنيبيبات الدقيقة والبروتينات الحركية. البروتينات الحركية هي بروتينات متخصصة مدعومة من الATP مهمتهما تحريك الأنيبيبات الدقيقة. بعض البروتينات الحركية، مثل الداينين والكينيسن تتحرك عبرالأنيبيبات الدقيقة، حيث تصبح الألياف إما أقصر أو أطول. إن تجمع أو تفكك الأنيبيبات الدقيقة هي التي تُسبب الحركة اللازمة لحدوث الانقسام الخلوي، بما في ذلك، حركة الكروموسومات وانقسام السيتوبلازم.
تقوم الألياف المغزلية بتحريك الكروموسومات أثناء انقسام الخلية عن طريق الاتصال «بذراع» الكروموسوم وقطعته المركزية. القطعة المركزية (السنترومير) هي منطقة معينة في الكروموسوم تربط كل كروموسومين متضاعفين ببعضهما. كل كروموسوم لديه نسختين متطابقتين متصلتين بواسطة السنترومير تُدعى الكرومويتدات الشقيقة. السنترمير هو أيضاً مكان تواجد تركيبات بروتينية معقدة تُدعى الحيز الحركي. الحيز الحركي يُنتج ألياف تُسمى ألياف الحيز الحركي، والتي  تربط الكروماتيدات الشقيقة بالألياف المغزلية (أي الأنيبيات الدقيقة).
ألياف الحيز الحركي والألياف القطبية المغزلية تعمل معاً لفصل الكروموسومات أثناء الانقسام المتساوي والمنصف.

## تنظيم الجهاز المغزلي

## بنية المغزل

.
يتكون الجهاز المغزلي من مئات البروتينات بالاضافة إلى الكروموسومات. بشكل عام، يتألف الجهاز المغزلي من الأنيبيبات الدقيقة (قد تُسمى أيضاً الألياف المغزلية)، بروتينات حركية، كروموسومات، وفي بعض الخلايا يوجد بنية اضافية تُدعى النجم.

في الخلايا النباتية، بعض الأنيبيبات الدقيقة تتصل بجدران الخلايا (النباتية)، والبعض الآخر يرتبط بكروموسومات منفردة في الحيز الحركي. ولكن في الخلايا الحيوانية، الأنيبيبات الدقيقة (الألياف المغزلية) تنتج من عضية خلوية أسطوانية الشكل تُدعى المريكز. المريكز يُشكل النجم (aster) والنجم، بدوره، يُشكل الألياف المغزلية أثناء دورة الخلية.

## نقطة فحص تجمع المغزل
إن اكتمال تشكل المغزل هو نقطة تحول حاسمة في دورة الخلية تسمى نقطة فحص تجمع المغزل (spindle assembly checkpoint).
إذا لم يتم ربط الكروموسومات بشكل صحيح بالجهاز المغزلي بحلول وقت نقطة الفحص المحددة، فسوف تتأخر بداية طور الصعود.
يمكن أن يؤدي فشل نقطة فحص تجمع المغزل هذه إلى اختلال الصيغة الصبغية وقد يكون أحد أسباب الشيخوخة وتكوين السرطان.

## توجه الجهاز المغزلي
توجه واتجاه الانقسام الخلوي له أهمية كبيرة في بنية الأنسجة ومصير الخلايا وطريقة تشكلها. تميل الخلايا إلى الانقسام على طول محورها الطويل وفقًا لما يسمى بقاعدة هيرتويج. يتم تحديد محور انقسام الخلية عن طريق اتجاه الجهاز المغزلي. تنقسم الخلايا على طول الخط الذي يربط بين جسيمين مركزيين لجهاز المغزل. بعدما يتم تشكيله، يخضع جهاز المغزل للتدوير داخل الخلية. لذلك، فإن اتجاه الجهاز المغزلي مهم للغاية.